# Dynamoptère
Un dynamoptère est un engin à voile qui a pour vocation de naviguer sur l'eau à très grande vitesse à l'aide d'une voile libre pensée selon le principe du cerf-volant. Concept imaginé en 1850 par Jean-Daniel Colladon, le dynamoptère n'existe que sur le plan du principe.